# Эдлау
Эдлау (нем. Edlau) — район городского округа Кённерн в Германии, в земле Саксония-Анхальт, входит в район Зальцланд.
Население составляет 501 человек (на 31 декабря 2008 года). Занимает площадь 10,18 км².

## История
Первое упоминание о Хоэнедлау относится к 1108 году.
1 апреля 1938 года Зиглиц был присоединен к Хоэнедлау, а Миттельдлау - к Кирхедлау. В результате первой районной реформы в ГДР 20 июля 1950 года Хоэнедлау и Кирхедлау объединились в общину Эдлау, в то же время они были присоединены к району Бернбург. В результате второй районной реформы в ГДР в 1952 году Эдлау вошел в состав района Бернбург в районе Галле, который в 1990 году стал районом Бернбург, а в 2007 году вошел в состав Зальцландкрайса. С 1 января 2005 года Эдлау входил в состав административного сообщества Нинбург (Заале).
До 31 декабря 2009 года Эдлау образовывал коммуну, куда входили деревни:
- село Зиглиц (нем. Sieglitz, 51°39′20″ с. ш. 11°50′23″ в. д.HGЯO).
- село Кирхедлау (нем. Kirchedlau, 51°40′36″ с. ш. 11°49′20″ в. д.HGЯO).
- село Миттеледлау (нем. Mitteledlau, 51°40′23″ с. ш. 11°49′54″ в. д.HGЯO).
- село Хоэнедлау (нем. Hohenedlau, 51°39′44″ с. ш. 11°50′20″ в. д.HGЯO).

1 января 2010 года, после проведённых реформ, населённые пункты Эдлау вошли в состав городского округа Кённерн в качестве района.

## Галерея

Эдлау на карте городского округа
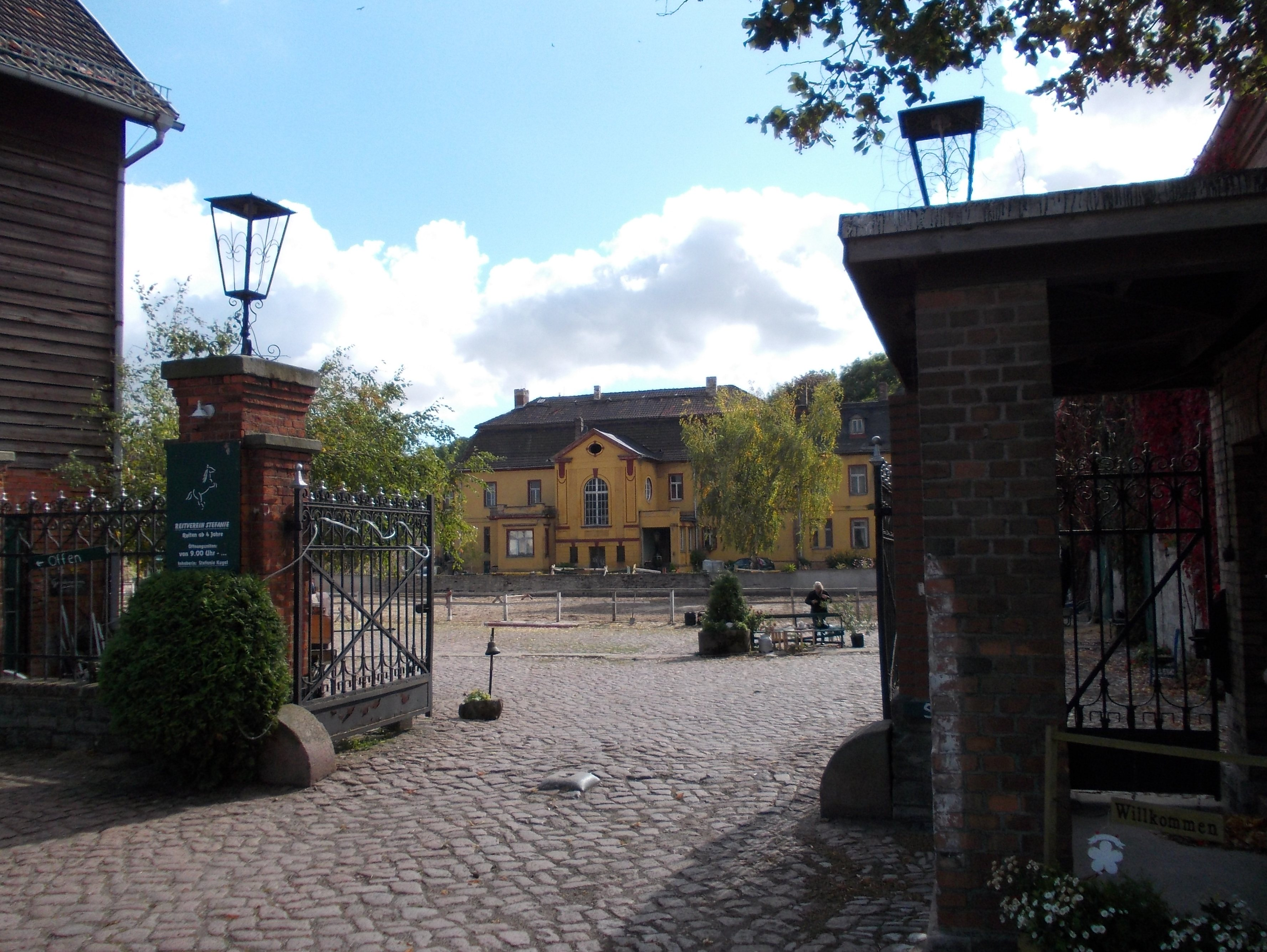
Усадьба в Миттеледлау
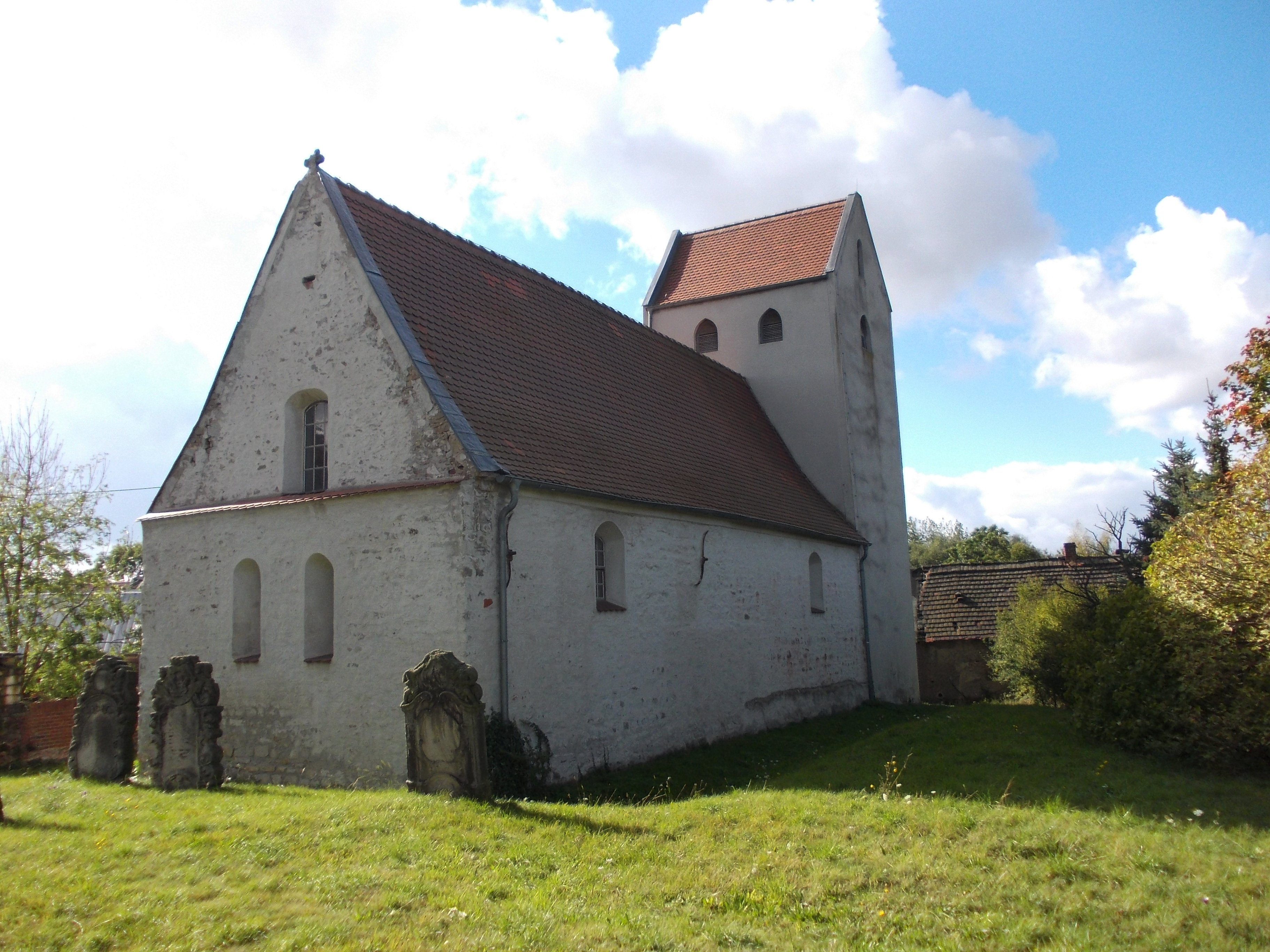
Церковь в Кирхедлау
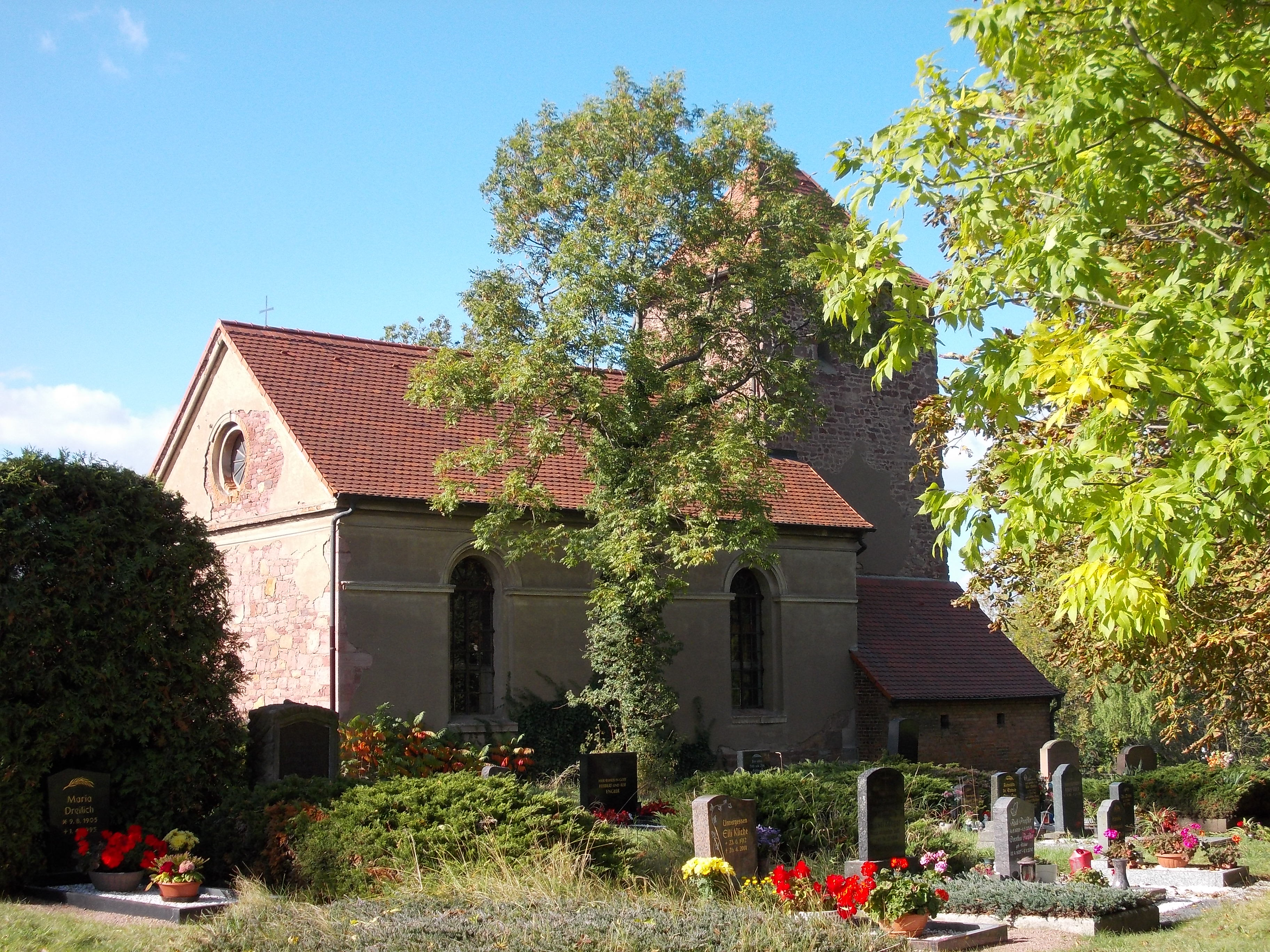
Церковь в Зиглице